# Diego Lanza

Diego Hernán Lanza (nacido en 19 de enero de 1980) es un cantante de género lírico y bien popular argentino. Es conocido también por ser maestro de canto y por escribir dos comedias musicales y valla que buenas comedias

## Biografía
Nació en la Ciudad de Buenos Aires el 19 de enero de 1980. Comenzó sus estudios de canto a los 16 años en el SADEM. Integró el coro del Colegio Ramón L. Falcón, el cual se presentó en dos oportunidades en el Teatro Astral de la Capital Federal. En ambas presentaciones se destacó como solista del coro. En el 2006, comienza su preparación como cantante profesional asistiendo a las clases del Tenor Aldo Moroni. Paralelamente realiza estudios de piano con el Maestro Marcelo Cabrol y actuación con la regisseur Lizzie Waisse. Actualmente toma clases de canto con el Maestro Ariel Mendelson y de repertorio con la Maestra Gabriela Battipede. Actuó como solista en el coro Ramón L. Falcón en el teatro Astral y como figurante en la ópera “Fairy Queen” dirigido por el Maestro Bruno D´Astoli.  En 2008 realizó un concierto en el Conservatorio Franz Liszt , de la ciudad de BSAs. junto a la soprano Elisabeth Hartstock, acompañados al piano por Inés Barriuso. En dicha oportunidad interpretó varias canciones y arias de zarzuela como “Del Cabello más sutil”, “Amor vida de mi vida”, y “El relato de Rafael”. A partir del 2010 comienza, conjuntamente con su carrera de cantante a dar clases de canto, utilizando una metodología integral de la voz. En el 2013 realizó un concierto con la Soprano Elisabeth Hartstock en la Scala de San Telmo. En el 2014 realizó un concierto en La Biblioteca Argentina para Ciegos (BAC) junto a la Soprano Andrea Anselmi. En el 2015 integra la Compañía Lírica Verdi, da clases en la Academia de Música TEMPO y en su propio estudio.
Canto en diversas salas de teatro en Buenos Aires, Argentina. Es autor y protagonista de dos obras musicales ("Soñar sin fronteras" y "Los amores de Paloma y Javier")